# Елизово
Е́лизово — город (с 1975 года) в Камчатском крае России. Административный центр Елизовского района, образует Елизовское городское поселение. В Елизово находится одноимённый аэропорт.

## История и этимология

Бюст Георгию Елизову установлен в г. Елизово

Первое поселение на территории нынешнего Елизово было основано в XVII веке ительменами. Это был небольшой острожек. В следующем веке в эти места прибыли казаки и разрушили поселение. Его стали называть Старым острогом (селом Староострожным) с 1848 года. С 1897 по 1923 год посёлок назывался Заво́йко — в честь известного камчатского губернатора Василия Завойко, при котором во время т. н. Петропавловской обороны 1854 был успешно отражён десант англо-французской эскадры. В 1923 году был переименован в честь командира партизанского отряда Георгия Елизова, погибшего на Камчатке в 1922 году.

## География
Расположен на берегах реки Авачи, в 32 км западнее г. Петропавловска-Камчатского.
Через Елизово также протекает реки:
- Пиначевская
- Половинка
- Авача
- Мутная 1-я
- 2-я Мутная
- Красная
- Желтуха
- Сухая речка
- Быстрая

Климат
Несмотря на то, что Елизово находится всего в трёх десятках километров от краевого центра, климат здесь немного отличается. Зимой здесь всегда на несколько градусов холоднее, однако среднегодовая скорость ветра меньше, чем в Петропавловске-Камчатском. Снежный покров в Елизово и окрестностях сходит в среднем на 2 недели раньше, чем в краевом центре, примерно во второй декаде апреля. Летом наблюдаются более высокие температуры (иногда выше 30°), число дней с туманом заметно меньше, нежели в Петропавловске-Камчатском, однако осень наступает раньше и ночные заморозки на почве могут отмечаться уже во второй половине сентября. В целом, климат Елизово ввиду удалённости от океанского побережья характеризуется большей континентальностью, нежели климат Петропавловска-Камчатского — более тёплый летом и холодный зимой. Город и окрестности — один из наиболее благоприятных климатических районов Камчатки, здесь с давних пор развито выращивание овощей и ягод, а в последние десятилетия успешно выращиваются и плодовые культуры (яблоня, вишня, слива и другие).
| Показатель                                                                      | Янв.  | Фев.  | Март  | Апр.  | Май  | Июнь | Июль | Авг. | Сен. | Окт. | Нояб. | Дек.  | Год   |
| ------------------------------------------------------------------------------- | ----- | ----- | ----- | ----- | ---- | ---- | ---- | ---- | ---- | ---- | ----- | ----- | ----- |
| Абсолютный максимум, °C                                                         | 4,0   | 3,6   | 5,1   | 15,1  | 20,1 | 26,9 | 30,0 | 27,7 | 24,1 | 15,1 | 10,3  | 7,4   | 30,0  |
| Средний суточный максимум, °C                                                   | −4,2  | −4,1  | −0,2  | 3,3   | 8,2  | 14,4 | 16,5 | 18,2 | 14,7 | 8,2  | 1,9   | −2,8  | 6,2   |
| Средняя температура, °C                                                         | −6,1  | −6,4  | −2,9  | 0,5   | 5,0  | 11,0 | 13,5 | 15,1 | 11,3 | 5,5  | 0,0   | −4,5  | 3,5   |
| Средний суточный минимум, °C                                                    | −8,3  | −8,9  | −5,6  | −2,2  | 2,0  | 7,6  | 10,5 | 12,0 | 7,9  | 2,7  | −2    | −6,5  | 0,8   |
| Абсолютный минимум, °C                                                          | −24,8 | −18,8 | −16,1 | −10,9 | −2,3 | 1,4  | 6,0  | 8,0  | 1,0  | −5,7 | −11,4 | −17,2 | −24,8 |
| Норма осадков, мм                                                               | 112   | 86    | 120   | 96    | 57   | 55   | 55   | 68   | 99   | 135  | 170   | 145   | 1197  |
| Источник: www.weatheronline.co.uk экстремумы и осадки с Климатического монитора |       |       |       |       |      |      |      |      |      |      |       |       |       |

## Елизовское городское поселение
Статус и границы городского поселения установлены Законом Камчатской области от 29 декабря 2004 года № 255 «Об установлении границ муниципальных образований, расположенных на территории Елизовского района Камчатской области, и о наделении их статусом муниципального района, городского, сельского поселения».
Площадь Елизовского городского поселения 127,7695 км².

## Население
| 1926    | 1959    | 1970    | 1979    | 1989    | 1992    | 1996    | 1998    | 2000    | 2001    | 2002    | 2003    |
| ------- | ------- | ------- | ------- | ------- | ------- | ------- | ------- | ------- | ------- | ------- | ------- |
| 239     | ↗4532   | ↗14 485 | ↗36 210 | ↗46 929 | ↗49 000 | ↘40 600 | ↘39 000 | ↘37 600 | ↘36 900 | ↗41 533 | ↘41 500 |
| 2005    | 2006    | 2007    | 2008    | 2009    | 2010    | 2011    | 2012    | 2013    | 2014    | 2015    | 2016    |
| ↘40 500 | ↘40 100 | ↘39 800 | ↘39 600 | ↘39 318 | ↗39 569 | ↗39 600 | ↘38 903 | ↘38 887 | ↘38 643 | ↘38 637 | ↗38 824 |
| 2017    | 2018    | 2019    | 2020    | 2021    | 2023    |         |         |         |         |         |         |
| ↘38 771 | ↗39 216 | ↘39 198 | ↗39 345 | ↘36 240 | ↘36 199 |         |         |         |         |         |         |

На 1 января 2025 года по численности населения город находился на 409-м месте из 1124 городов Российской Федерации.

## Инфраструктура
- Центральная библиотека. Открыта в 1928 году. Лауреат Всероссийского конкурса «Библиотека на пороге XXI века» (1997)[29]
- Детский парк «Сказка». Его торжественное открытие состоялось 1 сентября 2013 года. В нём также находится Елизовский зоопарк.
- В Елизово находится 25 общеобразовательных школ и различных спортивных и репетиторских организаций.
- ФОК (Физкультурно-оздоровительный комплекс) «Радужный», улица Рябикова 50а.

## Экономика
Основные отрасли экономики — рыболовные и рыбоперерабатывающие предприятия, сельское хозяйство, туризм (базы отдыха, главным образом в районе Паратунки).
До декабря 2007 года[когда?] главой города был Николай Пискун. С октября 2008 года глава города — А. И. Цыганенко. С сентября 2011 года — Андрей Шергальдин, с октября 2015 года главой города является Елена Рябцева.

## Транспорт
Через Елизово проходит автотрасса Петропавловск-Камчатский — Усть-Камчатск.
На подъезде к Елизово, со стороны Петропавловска-Камчатского, находится международный аэропорт Елизово.
Городской общественный транспорт — автобусы.

## Достопримечательности
- Памятник «Здесь начинается Россия»

монумент медведицы и медвежонка, возведённый в 2011 году
- Зоопарк. Он был открыт весной 1983 года на улице Ленина города Елизово. Его площадь равна 1,2 гектарам.
- Елизовский районный краеведческий музей (ул. В. Кручины, 13)[37][значимость факта?]
- Музей природы Кроноцкого государственного природного биосферного заповедника (ул. Рябикова, 48)[38][значимость факта?]
- памятники: Владимиру Ленину, Георгию Елизову[39], множество памятных досок.[значимость факта?]

## Города-побратимы
- Хомер (США, штат Аляска)

Протокол о намерениях по взаимовыгодному сотрудничеству между городами-побратимами подписан 15 октября 2004 года.
- Сяри (Япония, Хоккайдо)[40]

## Известные уроженцы
- Степанова, Вероника Сергеевна — российская лыжница, заслуженный мастер спорта России (2022), олимпийская чемпионка 2022 года в эстафете, победительница этапа кубка мира (награждена Орденом Дружбы (25 февраля 2022 года)) [41]
- Бак, Дмитрий Петрович — российский филолог, литературовед[42]
- Волкова, Анна Захаровна — приднестровский политик[43]
- Хорошилов, Александр Викторович — русский горнолыжник[44]
- Ширяев, Василий Михайлович — русский литературный критик[45]
- Мухортов, Павел Петрович — военный журналист, космонавт-исследователь[46]
- Ахметшин, Марат Радикович — российский офицер, участник боевых действий в Сирии, Герой Российской Федерации (с 2016)[47]
- Лесная, Алеся Константиновна — певица, автор-исполнитель, поэтесса, пеший путешественник
- Фёдоров, Александр Викторович — российский учёный-педагог, киновед, специалист по медиаобразованию
- Ложечкин Александр — основоположник современной просветительской деятельности в области ИТ в Центральной и Восточной Европе, технический евангелист

## Почётные граждане[48]
- Курьянович Виктор Степанович
- Лузин Михаил Александрович
- Муратова Клавдия Григорьевна
- Болтенко Светлана Михайловна
- Шевлягин Анатолий Александрович
- Кузнецов Георгий Степанович
- Чуриков Вячеслав Петрович
- Ролдугин Валентин Никитович
- и др.